# Lilla Abborrsjön, Halland
Lilla Abborrsjön är en sjö i Kungsbacka kommun i Halland och ingår i Viskans huvudavrinningsområde.